# Tethya viridis
Tethya viridis är en svampdjursart som först beskrevs av Baer 1906.  Tethya viridis ingår i släktet Tethya och familjen Tethyidae. Inga underarter finns listade i Catalogue of Life.